# Promegalomus anomalus
Promegalomus anomalus là một loài côn trùng trong họ Hemerobiidae thuộc bộ Neuroptera. Loài này được Panfilov in Dolin et al. miêu tả năm 1980.